# Uschguli

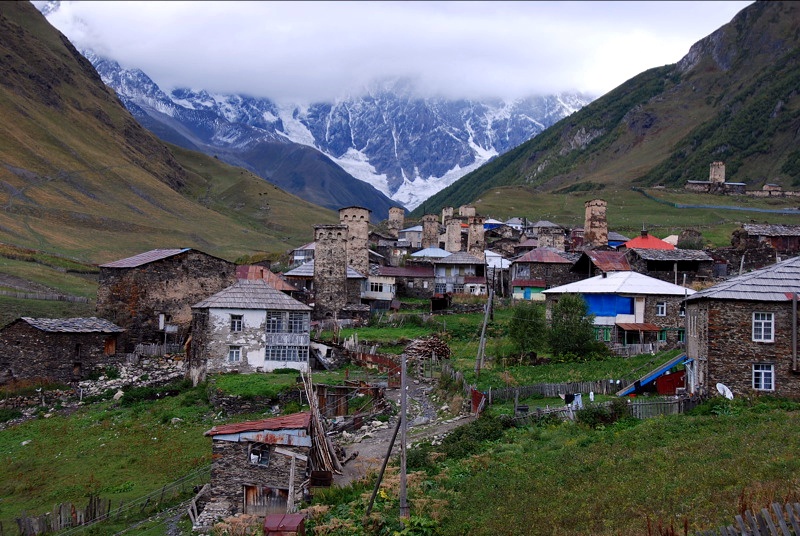
Uschguli im September 2007

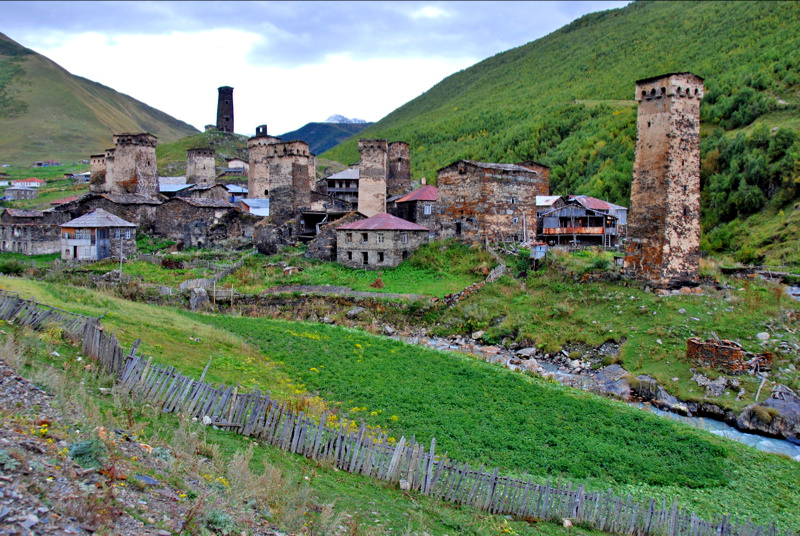
Uschguli im September 2007

Uschguli (georgisch უშგული) oder Ushguli ist die bekannteste Dorfgemeinschaft unter den Bergdörfern von Oberswanetien. Uschguli besteht aus vier Ortsteilen am oberen Ende der Enguri-Schlucht in Oberswanetien, der heutigen Verwaltungsregion Mingrelien und Oberswanetien von Georgien.
Diese sind über eine Strecke von nur knapp zwei Kilometern entlang des Tals des Enguri verteilt: von Murqmeli (მურყმელი), am rechten Ufer in knapp 2100 m Höhe gelegen über Tschaschaschi (ჩაჟაში, Chazhashi) und Tschwibiani (ჩვიბიანი) bis Schibiani (ჟიბიანი, Zhibiani) in fast 2200 Meter Höhe über dem Meeresspiegel. Die drei oberen Ortsteile liegen am linken Flussufer; Schibiani nur acht Kilometer unterhalb des Gletschers, dem der Enguri entfließt, und zwölf Kilometer südwestlich des Berges Schchara, des dritthöchsten Gipfels des Großen Kaukasus und höchsten Berges Georgiens.
Ungefähr 70 bis 80 Familien (circa 200 Menschen) leben dauerhaft in der Dorfgemeinschaft, in der es eine kleine Schule gibt. Während der touristischen Hauptsaison im Sommer steigt die Bewohnerzahl bis auf das Doppelte. Für bis zu sechs Monate im Jahr liegt in Uschguli Schnee, weshalb die Straße in die 44 Kilometer entfernte Regionshauptstadt Mestia häufig gesperrt ist.
Uschguli ist bekannt für seine Wehrtürme und der Ortsteil Tschaschaschi (ჩაჟაში, Chazhashi) ist seit 1996 Teil des UNESCO-Welterbes, in der Sowjetunion war er bereits seit 1971 als Uschguli-Tschaschaschi-Museum geschützt. Neben den typischen swanetischen Wehrtürmen existieren verschiedene religiöse Bauwerke, wie eine Kapelle aus dem 12. Jahrhundert. Damit verschafft die Region Ober-Swanetien im Norden Georgiens mit dem Ortsteil Tschaschaschi (ჩაჟაში, Chazhashi) Georgien einen der drei für die Touristik-Industrie attraktiven Einträge auf der Welterbeliste.

## Naturräumliche Gegebenheiten

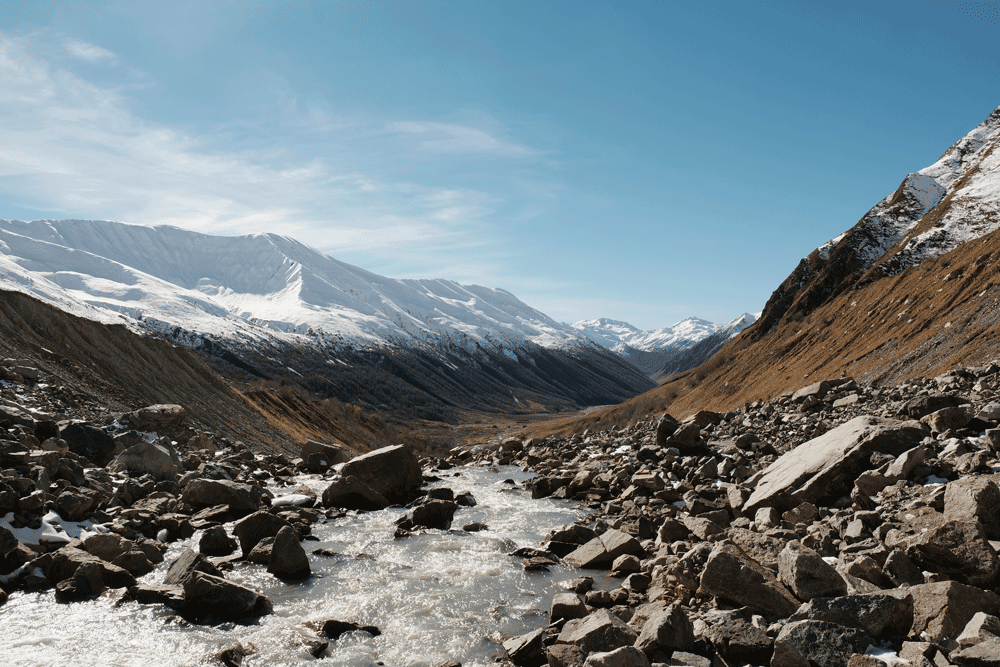
Blick vom Gletscher des Schara ins obere Tal des Enguri

Uschguli liegt auf einer mittleren Höhe von ungefähr 2150 m im Großen Kaukasus in der Gliederungszone des Felsenkamms (1500 m bis 3629 m) unterhalb des Schchara (5201 m), des dritthöchsten Gipfels im Großen Kaukasus. Im vorherrschenden gemäßigt-feuchten Klima wandelt sich die Vegetation mit dem Anstieg im Enguri-Tal nach Uschguli hin von Mischwäldern zu Nadelwäldern und über der Baumgrenze hinweg zu Hochalmen bis hin zum Gletscher des Schchara.
Infolge der vorliegenden klimatischen, topographischen und geomorphologischen Bedingungen ist Uschguli, ebenso wie die auf dem Weg nach Mestia liegenden Dörfer, besonders verwundbar für gefährliche Naturereignisse wie Starkregen, Hagelschlag, zeitweise Überflutungen, Hangrutsche, Hangabrisse mit Steinschlag und Lawinenabgänge vor allem in den niederschlagsreichen Monaten von Oktober bis Mai. Von Lawinenabgängen in vergangenen Zeiten künden viele eingefallene Gebäude in Uschguli. Am stärksten betroffen von einer Lawinenkatastrophe im Winter 1986/87 war der Ortsteil Murqmeli. In der gesamten Region kamen damals 87 Menschen ums Leben. Im Anschluss daran übersiedelte der Staat mehr als 2500 Bewohner nach Nieder-Swanetien.
Der Naturraum ermöglicht eine seit dem Ende der Sowjetzeit in ihrer Produktivität auf das Niveau einer Subsistenzwirtschaft zurückgegangene alpine Landwirtschaft mit Ackerbau (Kartoffeln, Gartengemüse; ehemals Getreideanbau an den sonnenexponierten Hängen vor der Umstrukturierung der landwirtschaftlichen Produktion in der Sowjetzeit in Kolchosen und Sowchosen) und Viehzucht (Milch- und Schlachtviehhaltung von Rindern und Schafen) und weitere Nutztierhaltung (v. a. Pferde) mit Weidehaltung in Frühjahr, Sommer und Herbst und Stallhaltung im Winter. Holzwirtschaft ist in Folge der Höhe und der Dominanz sukkulenter Birkenhölzer nur in niedrigeren Lagen effektiv.

## Sozio-ökonomischer Kulturraum
Ein zentrales Anliegen menschlicher Gesellschaften, verstärkt solcher, die in Grenzbereichen der Landnutzung leben, wie dies auf der gesamten Achse von Mestia nach Uschguli der Fall ist, sind Fragen der Verteilung, Sicherung und In-Wert-Setzung der Landressourcen, die für die eigenen Familienmitglieder und die Mitglieder dörflicher Lebensgemeinschaften zur Verfügung stehen. Hinzu kommt die Verhandlung von Gebietsansprüchen mit Angehörigen von außenstehenden Personen oder Gruppen. Daraus hervorgehende lokale Rechtssysteme wirken in alle Bereiche des täglichen Tuns hinein wie Arten und Weisen des Wirtschaftens, Heiratspraktiken, Regelung von Erbangelegenheiten, Umgang mit sozialen und wirtschaftlichen Krisen, Religionsausübung, Regelung von Autorität und Anpassung an Wertvorstellungen der Gemeinschaft etc. Die Welterbe-Kommission sah das in Uschguli erhaltene Geflecht von menschlichen Praktiken und deren Umweltbeziehungen zum Zeitpunkt der Verleihung des Titels als authentisch und schützenswert an, zumal der über Generationen vererbte Besitz von Boden als zentrales Element der Identität in Swanetien gilt. Dabei wurde die winterliche Abgeschlossenheit von der Außenwelt als entscheidender Faktor zum Erhalt der traditionellen Lebensweisen hervorgehoben.
In Swanetien haben sich aufgrund spezieller historischer Gegebenheiten nebeneinanderstehende, offizielle und inoffizielle staatliche und lokale Rechtssysteme entwickelt, wobei beide bis heute bedeutsam sind für Fragen nach dem Recht auf Besitz und Eigentum, der In-Wert-Setzung von Grund und Boden und die daraus folgenden Regelungen zwischenmenschlicher Beziehungen und Handlungen.

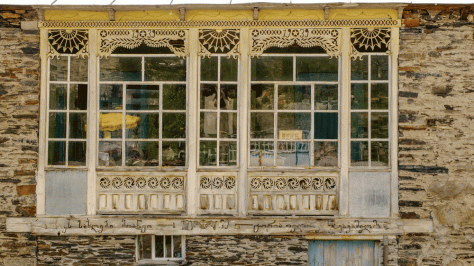
Archäologie des Sowjetimperiums – Holzbalkon mit Hammer und Sichel

In der Sowjetzeit fanden erstmals systematische staatliche Maßnahmen zur Umgestaltung und Entwertung traditioneller lokaler Rechtssysteme statt. Dies gelang der Staatsmacht jedoch nur bedingt, so dass sich hybride und parallele Rechtsformen entwickelten, die dazu führten, dass das traditionelle Erbrecht trotz der de facto-Vergemeinschaftung allen Privateigentums erhalten blieb und auch weiterhin Mediatoren (Ältestenräte) tätig waren, um Blutfehden zu verhindern, Eheverhältnisse anzubahnen und im Streitfall über die Verteilung von Boden zu entscheiden. Derartige Regelungen wurden und werden teilweise bis heute durch einen Schwur auf die für die Gemeinschaft wichtigen Ikonen (Heiligendarstellungen) besiegelt. Der wegen seiner kolonialistischen Perspektive umstrittene Dokumentarfilm „Salt for Svanetia“ (1930) des sowjetischen Filmemachers Mikhail Kalatozow zeigt in seinen ethnographischen Passagen viele heute verschwundene traditionelle Praktiken in einem patriarchalen Sozialsystem, das durch den Kommunismus überwunden werden sollte. Das sowjetische Erbe ist heute noch erhalten, am häufigsten in den Ortsteilen Murqmeli, Tschwibiani und Schibiani, in Möbelstücken, Hausbauweisen und Verzierungen an Balkonen wie roter Stern oder Hammer und Sichel. Da die kommunistische Zentralmacht ein besonderes Interesse daran hatte, an stark traditionellen Gemeinschaften wie Uschguli zu beweisen, dass eine Transformation zur Sowjetgesellschaft geleistet werden konnte, war in den 1970er Jahren der Lebensstandard in Uschguli hoch, so dass der Großteil der Bevölkerung Uschgulis im Rentenalter (Stand 2018), ebenso wie deren Kinder, über Universitätsabschlüsse verfügen.
Mit der Desintegration Georgiens im Südossetienkrieg 1991–1992 und im Krieg in Abchasien 1992–1993 kam es in Swanetien zu Gewaltprozessen wie Blutfehden, Brautraub, Überfällen durch Räuberbanden, willkürliche Landverteilung und Landnahme, die die Gewaltausübenden oft unter Berufung auf traditionelles Recht durchführten. Von der lokalen Bevölkerung wurden diese Taten aber meist als Verstoß gegen swanische Ehrvorstellungen gewertet, weil sie offensichtlich der Umsetzung von Machtinteressen lokaler Eliten dienten. Von dieser Zeit erzählen die Filme Dinola (2013) und Dede (2017) der georgischen Filmemacherin Mariam Katchvani, in denen die Regisseurin derartige Begebenheiten in ihrer filmischen Fiktion mit Ereignissen aus den 1950er bis 1960er Jahren vermengt, um vor allem das Überdauern traditioneller patriarchaler Rollenvorstellungen aufzuzeigen. Einen authentischen Einblick in das Ushguli der 1990er und frühen 2000er Jahre liefert der Dokumentarfilm „Männerwelten im Kaukasus“ des deutschen Regisseurs und Produzenten Stefan Tolz.
Auch auf Grund der vielen in Uschguli gedrehten Filme und Dokumentationen hält sich unter Touristen die Vorstellung einer Gesellschaft, die ohne Unterbrechung bis heute unter fast mittelalterlichen Verhältnissen lebt. Diese Erzählung von Menschen, die sozusagen am Rande der Zeit leben, hat allerdings wenig zu tun mit der sozio-ökonomischen Wirklichkeit der letzten 60 Jahre und verstellt den Blick auf aktuelle Problemlagen.

## Welterbe

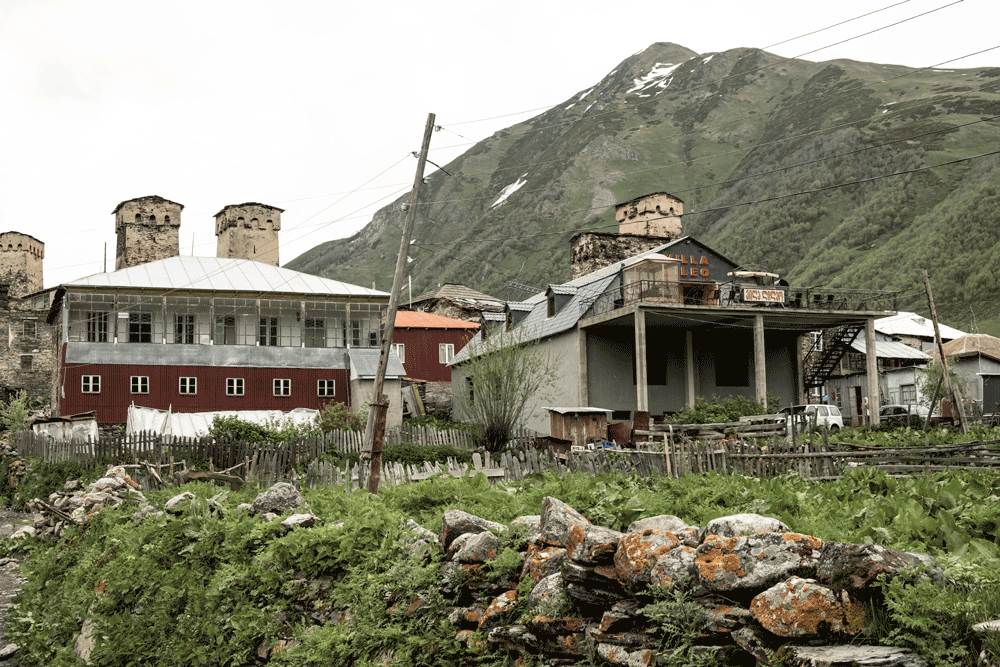
Bauliche Veränderungen durch touristische Nutzungen in Ushguli.

Das in Uschguli ausgezeichnete UNESCO-Welterbe umfasst in Form einzelner Monumente und Gruppen von Gebäuden im Kern ausschließlich den Ortsteil Tschaschaschi (ჩაჟაში, Chazhashi) mit einer Fläche von 1,09 ha. Dazu kommen 19,16 ha Pufferzone (1 km Radius um Tschaschaschi), worin die weiteren Ortsteile mit einzelnen besonderen Gebäuden und die landwirtschaftlich genutzte Landschaft einbezogen sind.
Nach Einschätzung der UNESCO-Kommission repräsentiert Uschguli einen Kulturraum, in dem sich die Bauweisen der Verteidigungstürme und anderer, auch sakraler Bauwerke mittelalterlichen Ursprungs auf einzigartige Weise mit einer beeindruckenden authentischen Berglandschaft verbinden (Kriterium IV) und sich dank traditioneller Formen der Landnutzung bis heute erhalten haben. Diese sei eng verbunden mit weiteren authentischen Merkmalen traditionellen swanischen Lebens (Kriterium V) und garantiere den Erhalt der bestehenden Mensch-Umwelt-Beziehung.
Weiterhin wird die Beschränkung auf lokales Baumaterial (Steinplatten aus Schieferbruch) und traditionelle Handwerkstechniken hervorgehoben – hierbei sind mit insgesamt 200 gezählten Gebäuden mittelalterlichen Ursprungs auch die weiteren Ortsteile Uschgulis einbezogen. Aufgrund von baulichen Veränderungen durch menschliche Tätigkeit (v. a. Tschwibiani und Schibiani) oder Zerstörung des architektonischen Erbes durch Naturereignisse wie Lawinenabgänge und Erdrutsche (v. a. Murqmeli) sind die anderen Ortsteile nicht als Gebäudeensembles direkt geschützt und waren es auch nicht in der Sowjetzeit. Dennoch dürfen Veränderungen gemäß der Welterbe-Kommission nur mit staatlicher Genehmigung erfolgen. Somit stellt ein Verhindern einschneidender baulicher Veränderungen auch in den anderen Ortsteilen eine Voraussetzung für den Erhalt des Status als UNESCO-Welterbe dar.
Bis heute besteht allerdings kein nachhaltiger Managementplan von Seiten des georgischen Staates, der unter Einbezug der lokalen Verwaltung und vor allem der ortsansässigen Bevölkerung den Erhalt der Pufferzone (Bauwerke, Landschaftspflege, nachhaltige Landwirtschaft) garantiert. Bau- und Erhaltungsmaßnahmen werden von der UNESCO finanziell nicht unterstützt.
Nötig wären vor allem das Herstellen von Bedingungen, die es der Bevölkerung vor Ort ermöglichen, weiterhin ganzjährig in Uschguli zu leben, wie sie in der Zeit der Sowjetunion weitgehend gegeben waren (z. B. stabile Stromversorgung, kostengünstige Versorgung mit Heizmitteln, medizinische Versorgung, weiterführende Schulbildung, Läden mit Nahrungsmitteln und Gebrauchsartikeln, Abnahme landwirtschaftlicher Erzeugnisse). Weiterhin müssten denkmalschutzkonforme Baumaßnahmen zur Abwendung des fortschreitenden Verfalls der Bausubstanz finanziell gefördert werden, da die lokale Bevölkerung vornehmlich von Subsistenzwirtschaft abhängt und die sommerlichen Einkünfte aus dem Tourismus wegen unterschiedlicher Ausgangschancen ungleich verteilt sind.

## Tourismus
Das besondere touristische Interesse an Uschguli gilt außer seinen Wehrtürmen dem acht Kilometer nördlich, das Enguri-Tal aufwärts liegenden Berg Schchara (5201 m), dem dritthöchsten Gipfel des Großen Kaukasus und höchsten Berg Georgiens. Schon in der Sowjetzeit, insbesondere in den 1970er Jahren, war Uschguli ein häufiges Ziel von grenzüberschreitendem Wander-, Bergsteiger- und Tourenskitourismus. Deswegen verfügen die Dorfbewohner über grundständige Erfahrung im Umgang mit Touristen und deren Bedürfnissen.
Nach dem Zusammenbruch der Sowjetunion lag der Tourismus in der Zeit der ethno-politischen Unruhen in Abchasien und des Bürgerkrieges in Georgien brach. Zudem kam es in Swanetien zu intensiven Gewaltprozessen wie Blutfehden, Überfällen bewaffneter Banden und dem Verlust staatlicher Kontrolle wegen der Machtausübung lokaler Milizen. So brach die Infrastruktur in den Jahren 1992 – 1995 völlig zusammen. Seit 1995 gelang es dem Staat Schritt für Schritt staatliches Recht und äußere Sicherheit wieder durchzusetzen – seit etwa 2010 befindet sich der Zustrom an Touristen auf einem stetig wachsenden, hohen Niveau.

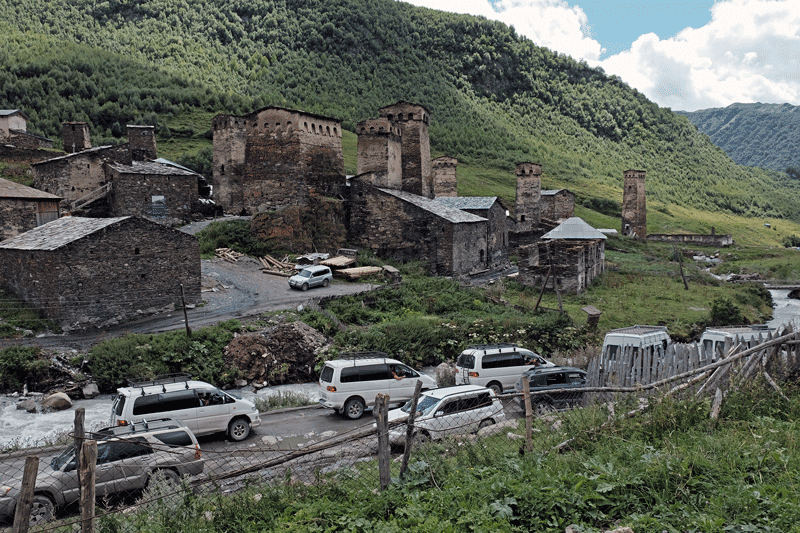
Wartende Fahrzeuge für Tagesausflügler vor dem UNESCO-Welterbe-Ortsteil Tschaschaschi.

Der Tourismus beginnt in Uschguli etwa im Mai, hat seine Hochphase mit den größten Besucherzahlen in Juli und August und endet im Oktober. Seit Verstärkung der Straßenbauarbeiten im Jahr 2016 von Zugdidi nach Mestia, über Uschguli und den oberhalb liegenden Pass bis nach Lentechi ist Uschguli für Tagesausflüge von Mestia aus zunehmend schneller erreichbar.
So werden heute Bergführer- und Pferdeführerdienste angeboten, zudem Unterkunft und Mahlzeiten; die meisten Touristen kommen allerdings als Tagesbesucher von Mestia mit geländegängigen Fahrzeugen nach Ushguli, wovon eine große Zahl an Arbeitsplätzen als Fahrer in Mestia abhängt.
Durch den Tourismus kommt es zu einschneidenden Veränderungen in der Dorfgemeinschaft: So kann ein Teil der Familien auf Grund von Einkünften aus dem Tourismusgeschäft ganzjährig bleiben und Familienmitglieder, die Uschguli bereits verlassen hatten, kehren während der Saison zurück und bauen leerstehende Wohnhäuser zu Unterkünften oder Bewirtungsbetrieben wie Cafés oder kleinen Restaurants um. Dadurch kommt es allerdings zu tiefgreifenden Überformungen in den Hausbauweisen: Neue Baumaterialien wie Beton, Kalkverbundsteine, Kunststoffe und Bleche werden eingesetzt, neue Hausbauweisen, die sich an Hotels und anderen touristischen Gebäudetypen orientieren, wie sie aus den europäischen Alpen bekannt sind, werden eingeführt. Wer nur saisonal nach Uschguli zurückkehrt, trägt somit nichts bei zum Erhalt der Kulturlandschaft, da er keine Landwirtschaft und Tierhaltung betreiben kann.
In Folge der Konkurrenzsituation unter den Dorfbewohnern und der Organisation der Vermietung über Online-Plattformen sind die Preise für Unterkünfte dauerhaft niedrig, so dass vor allem Anbieter von Privatunterkünften keinen ausreichenden Gegenwert für ihre Investitionen erhalten. Die zunehmende Zahl der saisonalen Rückkehrer erhöht außerdem den Wettbewerbsdruck. Zudem nimmt der von Touristen verursachte Müll stetig zu, was auch dadurch verschärft wird, dass Uschguli über kein Klärsystem zur Abwasserreinigung verfügt.
Zusammenfassend kann festgehalten werden, dass Uschguli einen nachhaltigen, unter Beteiligung der Bevölkerung vor Ort durchgeführten und kontrollierten Managementplan benötigt, der sowohl Anforderungen des Denkmalschutzes, als auch Kriterien eines sanften Tourismus erfüllt, wenn die Dorfgemeinschaft ihre Authentizität im Sinne der UNESCO-Kriterien erhalten soll.